# Unterweißau
Unterweißau  ist ein Dorf der Gemeinde Munderfing in Oberösterreich (Bezirk Braunau am Inn). Die Ortschaft hat 40 Einwohner (Stand 1. Jänner 2024).

## Geographie
Unterweißau liegt im Südwesten der Gemeinde Munderfing bzw. im Südwesten der Katastralgemeinde Achenlohe. Vom Zentrum der Gemeinde liegt Unterweißau rund 3,5 Kilometer südwestlich und ist über die Lochener Bezirksstraße erreichbar. Benachbarte Ortschaften sind Babenham im Westen (Gemeinde Lochen am See), Oberweißau im Süden, Valentinhaft im Westen, Stocker im Norden und Jeging im Nordosten (Gemeinde Jeging).
Für Unterweißau wurden 2001 19 Gebäude gezählt, wobei 14 Gebäude über einen Hauptwohnsitz verfügten und 19 Wohnungen bzw. 17 Haushalte bestanden. In Unterweißau bestanden zudem vier land- und forstwirtschaftliche Betriebsstätten.

## Geschichte und Bevölkerung
Die Ortschaft Unterweißau wurde zwischen 1122 und 1140 als Wizauwa erstmals urkundlich erwähnt. Der Ortsname leitet sich vermutlich von der weißen Au (Erlenau) ab. Spätere Namensschreibungen waren unter anderem Wizzowe, Weizzaw, Weissaw und Weyssau. Im 18. Jahrhundert bestand der Ort lediglich aus sechs Gebäuden. Dies waren die Bauernhöfe Lenbauer, früher auch  Lenzbauern- oder Rutzingergut (Unterweißau 1), Hausl (Unterweißau 5), Petermichl, früher auch Petermühlgut (Unterweißau 6), Seyerl (Unterweißau 8), Anderl (Unterweißau 9) und Tobias (Unterweißau 11). Die Bauernhöfe Seyerl und Anderl existieren jedoch heute nicht mehr.
In Unterweißau lebten 1869 50 Menschen in elf Häusern. Im Jahr 1910 wurden 51 Einwohner in neun Häusern gezählt. Alle Einwohner der Ortschaft waren hierbei katholischen Glaubens.